# Get Me Bodied
Get Me Bodied — песня американской певицы Бейонсе, сингл с её второго сольного альбома B’Day.

## Список композиций
- US CD сингл

1. «Get Me Bodied» (Radio Edit) — 4:00
2. «Get Me Bodied» (Extended Mix) — 6:18

- US CD макси-сингл

1. «Get Me Bodied» (Extended Mix) — 6:21
2. «Get Me Bodied» (Timbaland Remix featuring Voltio) — 6:17
3. «Get Me Bodied» (Timbaland Remix featuring Fabolous) — 4:50

## Критика

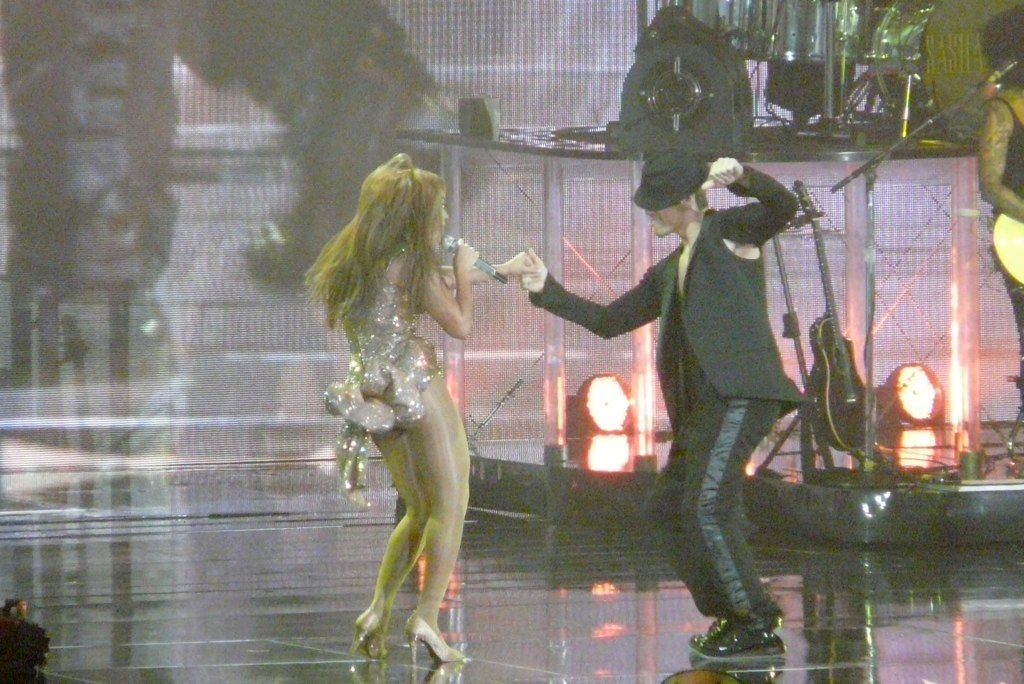
Бейонсе исполняет «Get Me Bodied»" во время тура I Am... World Tour, 2009

"Get Me Bodied" получила положительные отзывы от музыкальных критиков. Шахим Рид, Джейсон Родригес и Рахман Дюкс из MTV News поместили песню под номером пять в список 27 лучших R&B-песен 2007 года. В 2008 году Бейонсе получила от Американского общества композиторов, авторов и издателей награду за «Get Me Bodied» как за лучшую R&B и хип-хоп песню 2007 года.
«Us Weekly» описали песню как «энергичный танцевальный номер». Тим Финни из Pitchfork Media назвал песню «джемом в стиле Дивали». По мнению обозревателя The New Yorker песня звучит «беспокойно» (anxious). Майк Джозеф из PopMatters посчитал, что песня очень похожа на «Hollaback Girl» Гвен Стефани.

## Чарты
26 мая 2007 года (ещё до официального релиза 10 июля) песня дебютировала в рейтинге Billboard Hot 100 на 98-й позиции. 4 августа песня достигла наивысшего, 68-го, места и в общей сложности пробыла в чарте Hot 100 деаятнадцать недель.
| Чарты                      | Пик Позиция |
| -------------------------- | ----------- |
| Aruba Top 20               | 1           |
| Canadian Singles Chart     | 1           |
| Lithuania Airplay Chart    | 32          |
| Brazil Hot 100 Singles     | 22          |
| Portuguese National Top 50 | 45          |
| Peru Top 100               | 5           |

| Чарты                                   | Пик Позиция |
| --------------------------------------- | ----------- |
| Latvian Airplay Chart                   | 41          |
| Billboard Hot 100                       | 68          |
| Billboard Hot Singles Sales             | 1           |
| Billboard Hot R&B/Hip-Hop Songs         | 10          |
| Billboard Hot R&B/Hip-Hop Airplay       | 9           |
| Billboard Hot R&B/Hip-Hop Singles Sales | 1           |